# Reseda-aardvlo
De reseda-aardvlo (Phyllotreta nodicornis) is een keversoort uit de familie van de bladkevers (Chrysomelidae). De wetenschappelijke naam van de soort werd in 1802 gepubliceerd door Thomas Marsham. De soort komt van nature voor in het Palearctisch gebied en Noord-Afrika.

## Beschrijving
De kever is 2,5-3 mm groot met een egale metaalachtige bronze of soms groenachtige bronze kleur. Het halsschild en de kop zijn levendig bronskleurig en de dekschilden meer zwartachtig donkergroen, koperkleurig of violetzwart. De tweede geleding van de antenne is zeer kort en bijna kogelvormig, de derde geleding is bijna net zolang en de vierde geleding is meer dan twee keer zolang als de derde geleding. Bij het mannetje is de vierde geleding van de antenne sterk opgezwollen en driehoekig. De derde en vijfde geledingen van de antenne zijn minder opgezwollen. De penis (aedoeagus) is 2-3 mm lang. Dankzij een veermechanisme (de "metafemorale veer") in de sterk ontwikkelde dij van de achterste poten kunnen de kevers, typisch voor de meeste aardvlooien wegspringen bij gevaar.

## Levenscyclus
De kever overwintert. De kevers eten van de bladeren en de larven van de wortels van de waardplanten.

## Waardplanten
Waardplanten zijn resedasoorten zoals de Wouw.